# Ле Плато Мон Роајал
Ле Плато Мон Роајал (фр. Le Plateau-Mont-Royal) је једна од 19 општина Монтреала. Општина је образована 1. јануара 2002.